# Stephan Katt

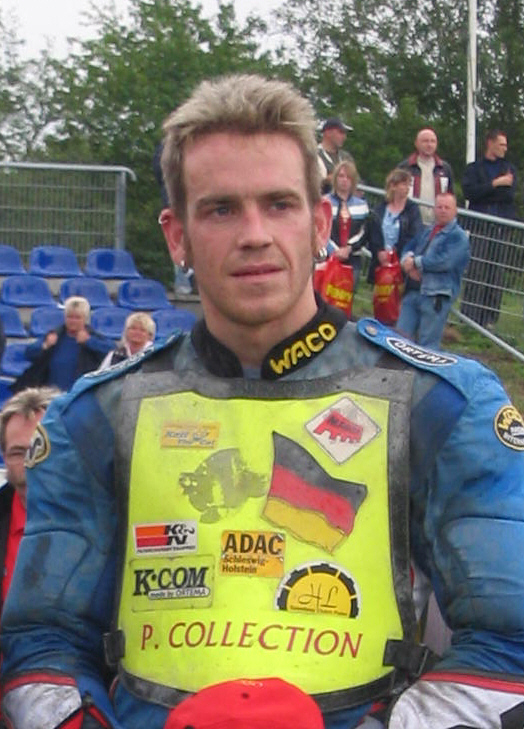
Stephan Katt

Stephan Katt (* 15. September 1979 in Kiel) ist ein deutscher Motorrad-Bahnsport-Fahrer.

## Karriere
Katt begann seine Karriere 1984. Zu seinen Erfolgen zählen vier Team-Weltmeistertitel mit der deutschen Nationalmannschaft auf der Langbahn in den Jahren 2007, 2008, 2010 und 2011 sowie zwei Grasbahn-Europameistertitel 2006 und 2009. Seinen deutschen Meistertitel auf der Langbahn aus dem Jahr 2010 konnte er 2011 in Herxheim erfolgreich verteidigen. In der Langbahn-Einzelweltmeisterschaft (Grand Prix) fuhr er 2011 mit einem 3. Platz sein bisher bestes Einzelergebnis ein.
Stephan Katt fährt unter der Bewerberlizenz seines Vereins MSC Brokstedt e. V. im ADAC in der Speedway-Bundesliga.

## Privatleben
Stephan Katt arbeitet als Industriemechaniker bei einer Firma in seinem Heimatort Neuwittenbek und hat eine Tochter.

## Titel
- Langbahn Teamweltmeister 2007, 2008, 2010, 2011 und 2012 (2011 als Mannschaftskapitän)
- Grasbahn Europameister 2006, 2009 und 2012
- Deutscher Langbahnmeister 2010 und 2011
- 3. Platz Langbahn Einzelweltmeisterschaft 2011

## Saison 2011
Neben der Titelverteidigung seines deutschen Meistertitels aus dem Vorjahr und dem 4. Teamweltmeistertitel konnte er sich mit seinem 3. Platz im Einzelwettbewerb einen sicheren Startplatz in der 2012 Grand Prix Serie erkämpfen.
Erfolge 2011:
- Sieger Großer Preis der Stadt Plattling / Gewinner ADAC Goldhelm
- Gewinner ADAC Pfalz Silberhelm
- 3. Platz Langbahn Grand Prix im tschechischen Marienbad / WM Führender nach Punkten
- Sieger beim Sandbahnrennen in Altrip
- Sieger beim Int. Grasbahnrennen in Zweibrücken
- 6. Platz Langbahn Grand Prix in Forus / Norwegen
- 13. Platz Langbahn Grand Prix in Forssa / Finland
- 10. Platz Langbahn Grand Prix in Marmande / Frankreich
- Sieger beim int. ADAC Flutlichtrennen in Werlte / D
- Nominierung zum Mannschaftskapitän für die Langbahn Teamweltmeisterschaft
- Langbahn Teamweltmeister mit Richard Speiser, Jörg Tebbe & Martin Smolinski
- Sieger Grasbahn EM Halbfinale in Hertingen / D
- 11. im Grasbahn EM Finale in Skegness / GB
- Deutscher Langbahnmeister 2011 in Herxheim / D
- Sieger beim Langbahn Grand Prix in Vechta / D
- 3. Platz beim Langbahn Grand Prix in Morizes
- Bronze in der Langbahn Einzelweltmeisterschaft hinter Joonas Kylmäkorpi (FIN) und Richard Speiser (D)

## Saison 2010
Nach einigen Siegen zum Saisonauftakt konnte Stephan Katt gleich zu Beginn der Langbahn GP Serie den ersten Lauf im niederbayerischen Pfarrkirchen für sich entscheiden. Einige Wochen später beim 2. Grand Prix in St. Macaire / Frankreich stürzte er schwer und musste daraufhin eine mehrwöchige Zwangspause einlegen. Zur deutschen Langbahnmeisterschaft war er wieder fit und konnte den Titel erstmals für sich entscheiden.
Beim letzten Grand Prix im tschechischen Marienbad konnte er seinen 2. Sieg in 2010 erringen.
Stephan Katt wurde neben Matthias Kröger, Martin Smolinski und Richard Speiser vom DMSB für die deutsche Nationalmannschaft bei der Teamweltmeisterschaft in Morizes / Frankreich nominiert. Das Team gewann den Titel vor Frankreich und den Niederlanden. Es war der vierte Titelgewinn für Deutschland in Folge und der dritte für Stephan Katt.
Stephan Katt konnte in der Saison 2010 11 von 26 Rennen für sich entscheiden. Er war damit national und international sehr erfolgreich. Durch seinen 5. Platz bei der Langbahn-Weltmeisterschaft konnte er sich für die Langbahn Grand Prix Serie 2011 direkt qualifizieren.
Bei der Sportlerwahl 2010 der Kieler Nachrichten landete er auf dem 6. Rang.